# باشگاه فوتبال دانستیبل تاون
باشگاه فوتبال دانستیبل تاون (به انگلیسی: Dunstable Town Football Club) یک باشگاه فوتبال در شهر دانستیبل، کشور انگلستان است که در سال ۱۸۸۳ میلادی تأسیس شده‌است.